# Škofljica
Škofljica je satelitsko naselje Ljubljane in središče istoimenske občine. Ima malo več kot 3.000 prebivalcev. Predela oz. naselji, ki spadata pod Škofljico, sta še Klanec in Pevčeva dolina.
Je obcestno naselje in občinsko središče ob cesti Ljubljana–Kočevje in ob železniški progi Ljubljana–Grosuplje–Metlika, na skrajnem jugovzhodnem robu Ljubljanskega barja. Škofljica se je razvila na križišču poti proti Igu, Kočevju in Ljubljani. S slednjo jo povezujejo redne mestne avtobusne linije št. 3B, N3B in integrirana linija 3G ter medkrajevne linije iz Dobrepolja, Šentvida pri Stični in Želimelj. Škofljica je danes predvsem obmestno spalno naselje (satelitsko naselje Ljubljane). Od industrijskih obratov prevladujejo manjši predelovalni obrati in lesarsko podjetje z žago. V naselju so še pošta, vrtec, osnovna šola, trgovine, lekarna, cvetličarna ...
Škofljica je opevana tudi v popevki Janija Kovačiča z naslovom »Jaz grem gor na Škofl'co«, ki pripoveduje o problemih z alkoholizmom. Kraj je bil namreč znan po tovrstnem sanatoriju, ki je spadal pod ljubljansko Psihiatrično kliniko in katerega najrazvpitejši predstojnik je bil Janez Rugelj, zato se je tudi njegovo ime pogosto povezovalo s krajevnim imenom Škofljica. 

### Ime naselja
V zgodovinskih virih se Škofljica pojavlja pod naslednjimi imeni: Geweihten Brunn, Beim geweihten Brunnen (1784), Skofliza (1784), Skoflitz (1796), Žegnani studenec, Škofelca.